# 野原ひろし
野原 ひろし（のはら ひろし）は、臼井儀人の漫画作品『クレヨンしんちゃん』に登場する架空の人物。主人公・野原しんのすけと野原ひまわりの父であり、野原みさえの夫。塚原洋一による公式スピンオフ作品『野原ひろし 昼メシの流儀』では主人公を務める。

## 概要
秋田県オオマガラナイ村（架空の村、モデルは仙北郡角館町、西木村、田沢湖町、中仙町、大曲市など（現在の仙北市と大仙市））出身。実家は西大曲駅（架空の駅、モデルは秋田内陸線の羽後長戸呂駅）から車で1時間ほどの位置にある。父・銀の介と母・つるとの間に生まれる。農業を営んでいる兄・せましがいる。また、アニメオリジナルキャラクターとして姪に浪人生の桜チル子がいる。
高校時代までは出身地の秋田で過ごし上京、東京で双葉商事に就職した。現在勤続15年。役職は営業2課の係長で、係長へ昇進したのは3年前とのこと。初期の設定では課長だった。
現在は埼玉県春日部市に一戸建ての家を持ち、春日部駅（原作・アニメとも初期作品は春我部表記）から電車で通勤しており、自宅と駅の間は徒歩で移動している。会社の住所は東京都中央区日本橋猫町十二番一号となっている。
年齢は35歳とされるが、一部34歳とする資料もあった。原作およびアニメでは最初から35歳で統一されており、34歳という描写は一切みられない。
現在の一人称は「俺」（しんのすけの前では「父ちゃん」と表現することもある）、幼少時の一人称は「オラ」及び「僕」。
しんのすけからは「父ちゃん」、みさえからは「あなた」（しんのすけに客観的にいう時は「パパ」、結婚前は「ひろしさん」、アニメ初期では「ひろし（怒った時）」とも）、ひまわり（成人時）からは「パパ」、むさえからは「義兄さん（にいさん）」あるいは「お義兄さん」と呼ばれている。
「理想のパパ」として挙げられることも多く、2019年にじゃらんが行ったアンケート調査では『サザエさん』のフグ田マスオを抑え、全3部門で1位を獲得している。

## 人物像

### 容姿
靴のサイズは26cm、首回り42cm、胸囲90cm、ウエスト76cm。股下79cm。
髪型はややクセのついた短髪。禿げあがりを気にしており、一瓶8000円もする高価な養毛剤を買ったこともある。しんのすけにうっかり髪を切られ、一時期坊主頭になったことも。初期は太っていたが、作画デザインが変わるにつれて輪郭が五角形のしもぶくれから変化し、現在の四角形に顎だけが突出するという形になった。しんのすけいわく「ありきたりの顔」「渋い顔」。『昼メシの流儀』では初期のような五角形である。
髭がおろし金のように固く、時として武器になる。「野原刑事の事件簿だゾ」ではテロリストに髭をこすりつけ「あと1分もすれば火が付く」と言ったり、映画『爆発!温泉わくわく大決戦』では巨大ロボットのドリルに髭を押し付けたとき火花が散っていた。
メタボリックシンドローム気味な体型を気にしており（海に行った時、若い女性の前では腹をへこませるなど）、ダイエットなどに励む事もある。そういった場合はいつも失敗するみさえと対照的に見事に成功させ、往年の肉体を取り戻している。近年のアニメ版ではますます下腹部がはみ出すようになり、「メタボ体型」がより強調されている描写が目立つ。

### 服装
霞が関の商社に勤めている関係もあり、平日はほぼスーツ、夏季は半袖シャツにネクタイを結んだ姿である。家に帰ってきた時、および休日はほぼ色つきのシャツにホワイト系のパンツというスタイルである。アニメ初期の頃は、紫のシャツにベージュのパンツというスタイルがほとんどだった。

### 性格
初期はしんのすけに向かって「しんのすけ、てめー!」と怒鳴りつけたり、ゲンコツをするなどというやや暴力的な描写があったが、次第にその役割はみさえに譲る形になり、ひろしが直接しんのすけを叱ったり制裁をする場面はあまり見られなくなった。ただし、アニメ版でしんのすけがビールに興味を持ってこっそり飲もうとした時はげんこつをお見舞いしている（原作ではビールを取り上げただけだった）。
子供たちにはいわゆる「褒めて伸ばす」接し方が良いというスタンスらしく、みさえとは教育方針で対立することがある。しんのすけに対しても、男性としての教育も欠かさない。また、家族があまりに度が過ぎるイタズラや筋が通っていない思考・行動をとっている場合は、厳しく注意することもある。ひろしの落としたライターを使って火遊びをしていたしんのすけとマサオが危うく火事を起こしそうになったところに偶然居合わせて駆けつけ、持っていたミネラルウォーターで消火し、2人を毅然とした態度で注意したり、みさえの姉妹が大喧嘩した時は本気で怒って止めたりした。しんのすけが風間トオルと入れ替わってしまい「良い子」になった時は、みさえと共に感涙して映像として記録したほど。
休日は家族サービスも考えずゴルフや昼寝で過ごす事が多く、家族で出掛ける約束をしても当日に接待や休日出勤が入るなどでトラブルになることがよくある。また、しんのすけやひまわりに「遊ぼう」と誘われても何かと理由をつけて嫌がることが多いが、実際に遊ぶとなると嬉々としてそれにつき合う子供思いの一面もある。周囲が皆、ひまわりばかりをかわいがり疎外感にとらわれていたしんのすけに半ば八つ当たりに近い形で不貞腐れた態度をとられた際にも、しんのすけの言い分もしっかりと聞き入れた上で、穏やかに諭して自覚を与えるようなこともあり、やや感情的且つ依怙贔屓になりがちなみさえとは対照的に、要所要所で適切な形で親としての行動がとれる人物である。
子煩悩そしてお人好しな性格で、しんのすけ・みさえ・ひまわりといった自分の家族はもとより、父の銀の介・みさえの姉妹・隣人の鳩ヶ谷夫妻といった周囲のトラブルメーカー達、更には行きずりに出会ったゲストキャラクターなどから我儘を言われたり、厄介事や無茶振り、面倒事を押し付けられたりしても困惑したり文句を言うことはあっても無下に断る事はせず、大抵は引き受けている（もしくは引き受けざるを得なくなる）事が多い。また、みさえと同様におだてに弱く乗りやすく、家族をはじめひろしの人柄をよく知る人物からは若干軽んじられたり良いように扱われる描写もあり、その人の良さが原因で最終的に散々な目に遭う事も少なくない。
会社でも、優秀な仕事振りから上司には概ね気に入られ、部下に対しても相談に乗ったり、時には食事をご馳走したり、自宅に招いたりするなど面倒見がよい。川口やヨシりん、ユミ等の部下たちからの信頼も厚い良き上司である。逆に上司に怒られた時はへこむ描写が多く、夢の中ではしんのすけに仕事を邪魔され部長から解雇を言い渡されるという悪夢まで見たほど。ただし、現実はしんのすけが会社の会議に入って来て何気ない一言で会議を大成功に導く、あるいは親子で参加可能な商談でもしんのすけが何気ない一言で商談成立に誘うなど、ひろしにとっては仕事でのかすがいとなっている。
父・銀の介と同様、女性（とりわけ若くてきれいな女性）に弱く、その性質は子供のしんのすけやひまわり（ひまわりの場合はイケメン男性）にしっかり受け継がれている。その性格はしんのすけに「お馬鹿でエッチで軽いノリの父ちゃん」と評された。そのスケベな性格が原因でひどい目に遭うことも少なくない。
あまり女性にはモテない反面、オカマからはなぜか受けがよく、また昔から奇妙な縁がある。会社の取引先との接待で行き先がオカマバーになったり、学生時代の旧友がオカマであった他、原作やアニメ、劇場版においてもとにかくオカマに言い寄られる事が多い（そのため、例え相手がオカマであろうと浮気を許さないみさえから制裁を喰らうことも多く、ひろし本人も必死に弁解しようにも怒り狂うみさえには話を聞いてもらえず、酷い目に遭ってしまう）。
またその一方で、しんのすけが育てたラディッシュを勝手に食べてしまったり、ひまわりのために作っていたベビー服の材料となるタオルで下半身を拭いてしまうなど、しんのすけ達がせっかくやってきたことを台無しにしてしまう行動をとることも少なくない。
酢乙女あいが野原家に来訪した際は世間話をすることになり、彼女の父親が超金持ちだと知ると劣等感で打ちひしがれるなどしている。本人も「安月給」のため家族を楽させてあげたいという気持ちがあり、後に他社から好待遇の引き抜きの声が掛かった時は真剣に悩んでいた。しかし、川口やヨシりんなど仲間たちの支えがあったからやって来れたとして迷いを振り払い断っている。
前述のように綺麗な女性には弱いが、基本的にはみさえ一筋である。しかし、たびたび女性社員（草加ユミや朝霞リエ）と不倫・不貞行為に及ぶ夢を見ており、原作初期では、独身と偽って女性をベッドの上に連れ込むという悪質な内容もあった。アニメでは草加ユミとそば屋に寄った際、現場をみさえに抑えられ二人まとめて制裁（ロードローラーで潰される）という目に遭わされる悪夢を見る。ユミから助けを求められた際は「誰だね君は!?」とトボけて自己保身に走っていた。連載が進むにつれて露骨な浮気シーンはなくなり、ユミとのデートが主な内容になった。

### 趣味・特技・習慣・癖
初期は喫煙者の設定があった。温泉旅行を賭け禁煙できるかできないかをみさえと競ったことがあるが、みさえの策略に引っかかり1日ももたずにあえなく敗退。しかし、みさえの出産が近づいたのを期に禁煙し、現在は吸っていない。
好物はビール、及び肉じゃが、唐揚げ、餃子、枝豆、明太子、刺身等のおつまみ類が主である。特に肉じゃが、枝豆、刺身は、本人曰く「好物ベスト3」らしい。また、ブルーチーズやくさやも好む。それ故に、酒の飲みすぎと辛いものの食べすぎが祟って痔になり、入院・手術したことがある。また、酔って帰ってくることが多く、銀座からタクシーで春我部に帰ってきたり、玄関で寝てしまったりなど酒に関する醜態は後を絶たない。時期によって誤差があるが、基本的に家での晩酌はビール瓶2本までで、その少ない晩酌もしんのすけやひまわりの妨害でこぼされたり水で薄められたりと満足に飲むことができないこともあり、日々物足りない思いをしている。たい焼きの食べ方が変わっており、尻尾の方から餡子を吸って食べるため、みさえには呆れられている。納豆には大根おろしを入れるのが好き。また、しんのすけ同様納豆にはネギを入れるタイプであり、納豆にネギを入れるのは先祖代々であることを本人が語っている。また、みさえの嫉妬によりカレーやチャーハン、カツなどが大盛りに用意されることがあるが、なんとか食べきった模様。その後夜食としてラーメン、餃子、おにぎり3つ用意されてたが、食べきれたかは不明。
風呂に関してはこだわりがあり、基本的には一人での入浴を好むが、常にみさえからしんのすけやひまわりとの入浴をさせられることが多く、ひろしは嫌がることが多い。しかし子供たちの入浴を「こういうのを幸せっていうんだな」としみじみと味わったり、風呂の中でのしんのすけ達とコミュニケーションを図ったり、しんのすけから「背中を流す」と言われしんのすけの成長を実感し感激するなど微笑ましい場面が数々描写される。また、お尻だけを出して「桃型潜水艦」なる芸を披露したり、炭酸ガスが発生する入浴剤で尻の穴に泡を当て、恍惚の表情をしたことがある。
手先は器用で日曜大工は割と得意のようで、シロの犬小屋を造ったのもひろしであるほか、ペンキ塗りなどもお手の物である。みさえが物干しざおで突き破った家の外壁を修繕したり、庭にウッドデッキを作ろうと計画したりと日曜大工そのものに抵抗はない様子である。
趣味はゴルフ。好きなプロ野球チームは読売ジャイアンツ。アニメでは大型自動二輪車の運転免許を持っており、会社の同僚から借りたサイドカーでしんのすけを連れて高速道路で秋田の実家まで行ったこともある。
長けた事柄に関して様々な異名をとっており、「凧揚げひろちゃん」（凧揚げ）、「人間凶器のひろちゃん」（卓球）、「本マグロのひーちゃん」（水泳）などがある。
好きな音楽は演歌。担当声優の藤原が「のはらひろし」名義で「北埼玉ブルース」をリリースしており、アニメや原作でもこの歌を熱唱する場面が度々ある。他、アニメではYOUNG MANを熱唱したこともあった。
過去にはパチンコや競馬等のギャンブルをしていた時期もあったが、現在はしていない様子。
しんのすけと約束する時に「男同士のお約束」と言いながら2人でポーズを取るが、みさえには「それ他所でやらないでね」と言われている。
歯医者・なまはげが嫌い。過去にできた虫歯をずっと放置した挙げ句、とんでもなく悪化させてしまった経験を持つ。なまはげは家の中にいても縮みあがってしまうほど畏怖している。車にも愛着があるようで、自家用車である緑色のセダンを「アンジェリーナ号」と呼び愛用していた。その後、新しく購入したステーションワゴンと入れ替わりに廃車となる際には、別れを惜しんでいた。

### 出会い〜プロポーズ
みさえとの出会いは27歳（2010年4月16日放送のアニメでは2002年）である。ハート柄のハンカチをひろしが拾って届けた事に出会いの端を発するが、原作ではしんのすけと北与野博士のタイムスリップにより、アニメではカスカベタイムパトロール隊によって改変された。結果、みさえを拉致しようとしたチンピラをひろしが靴の臭いで撃退し、そこから愛情が芽生えたということになった。なお、前述のハンカチはその際チンピラから殴打を受けたひろしの顔面の血を拭う際に使われた。
初デートでは映画「恋におちて」を一緒に観る。その後、みさえの家へアポ無しで遊びに行った際、みさえの父親のよし治と偶然鉢合わせし、予期せぬ両家の対面へと発展する。ひろしは当初よし治に嫌われており、またその頑固な性格からひろしもよし治を苦手としていた。両家の父親同士の顔合わせの際には、料亭の縁側でよし治に突き飛ばされ池に転落したという経験も持つ。
みさえへのプロポーズは、少なくとも2つ設定がある。1995年9月11日放送「プロポーズ記念日だゾ」では、夕暮れの海辺でプロポーズしている様子がみさえにより回想されているが、1998年10月10日放送「母ちゃんといれかわっちゃったゾ2」では、プロポーズ場所は北千住駅のプラットホームとされている。

### 家庭内での立場
家庭内では妻のみさえの尻に敷かれている恐妻家であり、基本的に妻には従順。自分が家の頭であると言った際はしんのすけに「でも母ちゃんが頭みたいなもんだから」と言われてしまった。みさえの妹・むさえが居候していた時期はみさえが二人いるような状態となってしまい、よりこき遣われるようになった。
野原家の中では一番幸運に恵まれず、貧乏くじを引いてしまうことが多く、その度にしんのすけやみさえなどが幸福になることが多い。しんのすけからは、自分が床に落としたリンゴをひろしに食べさせようとしたり、皿洗いで自分の茶碗は入念に洗っていたにもかかわらずひろしの茶碗はスポンジで1回擦っただけで終わらせたりするなど、若干雑に扱われることがある。夜の営みに関してはみさえから誘うことがほとんどで、ひろしも断ると後が怖いということで逆らえない。ただし、普段の生活ではみさえと喧嘩したりする事もあるが、みさえはこれ以上ない「世界一の妻」であり、愛妻家でもある。

### 所得
月収は手取り30万円でしんのすけやみさえからは「安月給」とバカにされている。1ヶ月の小遣いは3万円（野原家の経済状況が危うくなると減額されそうになる事も）だが、部下にご馳走することもあるために不足することが多い。そのためしばしばみさえに小遣いの値上げを要求しているが、叶えられることは少ない。
自宅のローンはあと32年残っている（35年ローンを組み、築3年だったが建て直したため現在は築1年）。

### 体臭
靴や靴下の悪臭が非常に強烈で、しんのすけやひまわりが靴下の臭いを嗅いで気絶しそうになった描写がたびたびある。アニメでは怪しい効果音とエフェクトを発する。その臭さゆえに、みさえも洗濯するときはマスクを着用するほどであり、シロの嗅覚を狂わせたこともある。しんのすけに「命に関わる」「これ以上臭いものは無い」ともいわれるほど。
みさえによると足の臭いは結婚後の加齢臭らしいが、結婚前からすでに臭い描写があり、チンピラを追い払える威力を秘めた臭い靴を結婚前から所持していたり、『襲来!!宇宙人シリリ』においてバブバブパワーにより子供にされた後ですらみさえとしんのすけには「ちょっと臭い」扱いされたりしている。
またその悪臭は爪にもついているようで、切ったばかりの親指の爪を嗅いだしんのすけならずひろし自身も8分49秒失神してしまった。その他にも、骨折したときは装着していたギプスを取り外したときに接骨院の医師に「尋常じゃありません」と言われたり、ギプス除去前夜に入り込んだアクション仮面のフィギュアの腕が移り香で使い物にならなくなってしまったりした。
ひろし本人は足の臭いを指摘されると怒るものの、臭いに耐えた人を目の当たりにすると落ち込んでしまう。また、連載や放送が続くにつれて目の前で靴下をかざされても平然としているなど、自分の悪臭に耐性がついているようである。
その強烈な悪臭は（主に映画版で）武器として利用されることもあり、その臭いは怪獣をも怯ませるほどである。映画『オトナ帝国の逆襲』では「昭和の臭い」を嗅がされ、かつての子供時代のような知能や趣向に洗脳された自身やみさえを足の異臭により正気に戻す要因となった他、「クレヨンウォーズ」でも野原一家全員の記憶を甦らせるきっかけとなった。
2016年、東武百貨店池袋店で開催された「しんちゃん展」では「ひろしの靴下」が展示された。透明なケースの中に入っており、ボードには「匂いは、ひろしの靴下を再現するべく、科学的に調合した香料を使用しています。人体には無害ですが、強烈な匂いですのでご注意下さい。」と書かれていた。その匂いは強烈であり、ケースの蓋の隙間から匂いが漏れてテープで目張りするほどであった。実際にしんちゃん展に行ってひろしの靴下を見た人たちは「めっちゃ臭い」「匂いを嗅いだら悲しくなった」と述べていた。この靴下は2018年に開かれた見本市「東京おもちゃショー2018」のセガトイズブースでも展示されており、アニメ!アニメ!のいしじまえいわは同見本市のレポートをの中で、防護用のケースから生臭いにおいが漂っており、長時間その場にとどまることができなかったと述べている。

### その他
- 家族を愛しており、家族の仲を壊そうとする者は誰であろうと許さない。他人の家族も例外でなく、『超時空!嵐を呼ぶ オラの花嫁』では2人のしんのすけ（5歳と25歳）と金有タミコが絶体絶命の危機になっている時、それを見ながら「どいつもこいつも、くたばるがいい」と嘲笑する金有増蔵（タミコの父親）に「自分の子供でもか!? 自分の子供にくたばれって言う親がどこにいる!? 親は子供に生き抜けって言うもんだろがー!!」と一喝した。
- 格闘能力は家族の中では低い方だが、劇場版ではここぞという時に一家顔負けの潜在能力を発揮し、鉄拳は相手を吹っ飛ばすほどの威力を誇る（『暗黒タマタマ大追跡』、『嵐を呼ぶ 歌うケツだけ爆弾!』など）。『クレヨンウォーズ』では彼（アーシク・セイダー）の強さは500と、30であるみさえ（セール姫）を大きく上回っていた。またその強烈な足の臭いを武器として用いることもあるため、戦闘力自体はみさえ達にも引けを取らない。「エージェント父ちゃんだゾ」では、双葉商事の地下をアジトにするエージェント「8493（ハシクサ）」として登場。カスカベの平和を守るべく秘密組織「果てカスカベ」と戦った。
- 会社での役職は先述の通り「係長」だが、月給に関してと同様にしんのすけやみさえから「万年係長」「当分出世は無理」と言われている。遊び事に夢中になっている際には、みさえから「仕事もこれぐらい一生懸命やれば出世できるのにねぇ」と言われたことがある。また、しんのすけは出世できない原因として、先述の「お人好しでのりやすい性格」を指摘しており、ひろし自身も自覚している節がある。
- 想像力はあまり良い方ではなく、劇場版（『爆発!温泉わくわく大決戦』など）で変身した際には中途半端な形態に変身することが多かった。
- 連載初期は度々、しんのすけのいたずらが原因でズボンとパンツをズラされ、マンモスを人前（特に女性の前）で晒されていた。「いい湯だゾ」ではむさえの前でタオルが外れて「キャー、義兄さんの変態!」と叫ばれたり、映画『ガチンコ!逆襲のロボとーちゃん』では諸事情により裸でゲストの婦警・段々原照代の前に現れ「キャー、公然わいせつ罪!」と悲鳴を上げられた上に股間を蹴られた。
- 学生時代は卓球部・SF研究会に所属していた。特にSFはSF初段の資格を持つほど精通していることが映画『雲黒斎の野望』で判明した。その言葉通り、同作ではタイムパトロールや時間犯罪者の存在、タイムパラドックスといったSF的要素を瞬時に理解していた。
- ななこの父、大原四十郎の書いている「豪快シリーズ」のファンで全部を持っている。しかしななこの父が四十郎であるということは知らない[58]。
- しんのすけと共にみさえからげんこつを受けるシーンが定番だが、顔にあざができたり[59]流血するほど[60]みさえに殴られたこともある。また、一度だけしんのすけからげんこつを受けたことがある[61]。アニメでは一度だけみさえに「ぐりぐり」をしたことがある。また、しんのすけがお酒を飲もうとした際にはしんのすけにげんこつをしているシーンも存在する。
- アニメスペシャル編では、悪役として登場することがあった（「キャプテンしんちゃん」「クレヨンウォーズ」「ロード・オブ・ザ・イカリング」など）。
- 原作ではしんのすけとみさえは第1話で名前が登場したのに対し、ひろしの名前が登場したのは単行本3巻収録話になってからである。また、表記も「ヒロシ」だった。
- 映画『嵐を呼ぶ 栄光のヤキニクロード』では、スウィートボーイズの裏工作で犯罪者に仕立て上げられ、会社から解雇されたこともある（なお、熱海サイ子を装着したしんのすけによりそれまでの事実が抹消されたため、解雇処分も帳消しとされた）。
- 前述の通りマイカーに愛着を持っているがみさえに大きく傷をつけられてしまうことが多く、アニメ初期に所有していた青色のハッチバックを廃車に追い込まれ、その後は長らく緑色のセダン「アンジェリーナ号」に乗っていた。それも古くなってガタが来たため、買い替えを検討するも愛車を捨てることはできなかった。しかし、そのアンジェリーナも2016年放送の「野原家新車を買う① 車が壊れたゾ」にてみさえの運転ミスで大破し、修理費用が高額になることと車検を迎えていたこともあり乗り換えを決断、緑色のステーションワゴンを購入した。
- アニメでは長らくガラケーを使っていたが、しんのすけの不注意で水没してしまったためスマートフォンに買い替えた。しかし、今度はみさえとの争いで買って早々壊してしまい、店員に苦笑された。これを機にみさえも機種変更した。

## キャスティング・演技
1992年4月13日の放送開始当初から2016年8月12日放送分までは藤原啓治が担当していた。
ひろし役に抜擢された頃の藤原は当時27歳で声優としてのキャリアは2年目であり、オーディションには自分よりも年齢層が高い人ばかりで、自分と同世代の声優はオーディション会場で一人も見かけなかったと後年のインタビューで明かしている。
当初は「お父さん役を演じるからといって、お父さんを意識したところで、自分に何ができるんだろう？」と考えながら演じていた。藤原はその後、変化する演出や作画に対する自分の声に違和感を覚えたり、ひろしのイメージが強過ぎて役が獲得できない悩みを抱えることもあったが、試行錯誤しながらそれらを乗り越え、2009年のインタビューでは「いろいろな顔をもつひろしというキャラクターを通して、自分もものすごく成長したと思います」「ひろしを通していろいろな実験をすることもできたし、あれこれ試行錯誤した結果、27歳ではできなかったことを今やることができています」と語った。また、藤原はひろしについて「すごくカッコいい男」であり憧れていて、「『家族を守ること』も『人類を守ること』も“ヒーロー”の根底は一緒な気がします。サラリーマンでああ見えて、ひろしも身近な1人のヒーローなのだなと」とも語っている。
その後、藤原は2016年8月8日に病気療養による休業を発表をしたため、テレビアニメでは2016年8月26日放送分から、Webアニメ『クレヨンしんちゃん外伝 エイリアン vs. しんのすけ』では同年9月28日配信の第9話より森川智之が代役として起用された。藤原は2017年6月16日に活動再開を発表したが、ひろし役への復帰を果たすことなく2020年4月12日に逝去したため、森川が正式な2代目となった。
森川はひろし役について、視聴者に違和感を与えずに藤原が築き上げてきたものを演じていきたいと述べている。
なお、後に森川自身が明かしたところによると、ひろし役の依頼を受けた際はスタッフを通じて藤原から「森川しかいないから、頼むぞ」といった旨の手紙を貰ったという。藤原の代名詞とも言えるキャラクターであることによるプレッシャーもあったため、2ヶ月間は他のレギュラーとは混ざらず別撮りでスタッフとディスカッションし、それから一緒に収録するようになった。 
森川は藤原からの手紙を仕事場の机に入れており、現在もなお「自分としてのひろしの傍らに藤原のひろしもいて、2人で演じている気持ちがある」と話している。
みさえ同様、初期のエンディングクレジットでは「パパ」と表記されていたが、1993年7月12日放送のスペシャル版第3回以降、オープニング、エンディングテーマ曲の変更の際に「ひろし」で表記されるようになった。
少年時代の声についてはエピソードごとに異なる声優が起用されている。

### 担当声優一覧
メイン
- 藤原啓治（第1話Aパート - 第904話Aパート）
- 森川智之（第906話Aパート - ）

幼少期
- 山口勝平
- 小林由美子（『クレヨンしんちゃん外伝 家族連れ狼』）
- 足立友（第645話）
- 矢島晶子
- 三田ゆう子（劇場版『嵐を呼ぶ モーレツ!オトナ帝国の逆襲』）
- 森川智之（劇場版『襲来!!宇宙人シリリ』）
- 小松里歌（第1150話Cパート）

## 家族・親戚

### 主な家族・親戚
- 息子：しんのすけ（5歳）
- 娘：ひまわり（0歳）
- 妻：野原みさえ（旧姓:小山・29歳）
- 父：野原銀の介（秋田在住）
- 母：野原つる（秋田在住）
- 兄：野原せまし（秋田在住、農業経営・40歳）[2]
- 義姉：野原育菜（せましの妻、旧姓:小鹿野、秋田在住、農業経営・27歳）
- 甥：野原樹（育菜の連れ子、秋田在住、？歳）、野原芽生（せましの子、秋田在住、0歳、原作のみ）
- 姪：桜チル子（アニメオリジナルキャラクター）、野原菜摘（育菜の連れ子、秋田在住、5歳）
- 義父：小山よし治（みさえの父、熊本在住）
- 義母：小山ひさえ（みさえの母、熊本在住）
- 義姉：小山まさえ（みさえの姉、ひろしと同い年、熊本在住、中学教師）
- 義妹：小山むさえ（みさえの妹、写真家の助手）
- 義叔母：ふさえ（みさえの叔母、アニメオリジナルキャラクター）

※飼い犬にはシロがいる。
※以上のメンバーの詳細についてはクレヨンしんちゃんの登場人物一覧参照

### 系図
以下はひろし視点の系図。
|                       |                       | 義父 小山よし治（63） | 義父 小山よし治（63） | 義父 小山よし治（63） | 義父 小山よし治（63） | 義父 小山よし治（63） | 義父 小山よし治（63） |                       |                       |                       |                       |                       |                       | 義母 小山ひさえ（58） | 義母 小山ひさえ（58） | 義母 小山ひさえ（58） | 義母 小山ひさえ（58） | 義母 小山ひさえ（58）        | 義母 小山ひさえ（58）        |                              |                              |                              |                              |  |  | 父 野原銀の介（65） | 父 野原銀の介（65） | 父 野原銀の介（65）      | 父 野原銀の介（65）      | 父 野原銀の介（65）      | 父 野原銀の介（65）      |                          |                          |  |  |                   |                   | 母 野原つる（62） | 母 野原つる（62） | 母 野原つる（62） | 母 野原つる（62） | 母 野原つる（62） | 母 野原つる（62） |  |  |
|                       |                       | 義父 小山よし治（63） | 義父 小山よし治（63） | 義父 小山よし治（63） | 義父 小山よし治（63） | 義父 小山よし治（63） | 義父 小山よし治（63） |                       |                       |                       |                       |                       |                       | 義母 小山ひさえ（58） | 義母 小山ひさえ（58） | 義母 小山ひさえ（58） | 義母 小山ひさえ（58） | 義母 小山ひさえ（58）        | 義母 小山ひさえ（58）        |                              |                              |                              |                              |  |  | 父 野原銀の介（65） | 父 野原銀の介（65） | 父 野原銀の介（65）      | 父 野原銀の介（65）      | 父 野原銀の介（65）      | 父 野原銀の介（65）      |                          |                          |  |  |                   |                   | 母 野原つる（62） | 母 野原つる（62） | 母 野原つる（62） | 母 野原つる（62） | 母 野原つる（62） | 母 野原つる（62） |  |  |
|                       |                       |                       |                       |                       |                       |                       |                       |                       |                       |                       |                       |                       |                       |                       |                       |                       |                       |                              |                              |                              |                              |                              |                              |  |  |                     |                     |                          |                          |                          |                          |                          |                          |  |  |                   |                   |                   |                   |                   |                   |                   |                   |  |  |
|                       |                       |                       |                       |                       |                       |                       |                       |                       |                       |                       |                       |                       |                       |                       |                       |                       |                       |                              |                              |                              |                              |                              |                              |  |  |                     |                     |                          |                          |                          |                          |                          |                          |  |  |                   |                   |                   |                   |                   |                   |                   |                   |  |  |
| 義姉 小山まさえ（35） | 義姉 小山まさえ（35） | 義姉 小山まさえ（35） | 義姉 小山まさえ（35） | 義姉 小山まさえ（35） | 義姉 小山まさえ（35） |                       |                       | 義妹 小山むさえ（26） | 義妹 小山むさえ（26） | 義妹 小山むさえ（26） | 義妹 小山むさえ（26） | 義妹 小山むさえ（26） | 義妹 小山むさえ（26） |                       |                       | 妻 野原みさえ(29)     | 妻 野原みさえ(29)     | 妻 野原みさえ(29)            | 妻 野原みさえ(29)            | 妻 野原みさえ(29)            | 妻 野原みさえ(29)            |                              |                              |  |  |                     |                     | 野原ひろし(35)           | 野原ひろし(35)           | 野原ひろし(35)           | 野原ひろし(35)           | 野原ひろし(35)           | 野原ひろし(35)           |  |  | 兄 野原せまし(40) | 兄 野原せまし(40) | 兄 野原せまし(40) | 兄 野原せまし(40) | 兄 野原せまし(40) | 兄 野原せまし(40) |                   |                   |  |  |
| 義姉 小山まさえ（35） | 義姉 小山まさえ（35） | 義姉 小山まさえ（35） | 義姉 小山まさえ（35） | 義姉 小山まさえ（35） | 義姉 小山まさえ（35） |                       |                       | 義妹 小山むさえ（26） | 義妹 小山むさえ（26） | 義妹 小山むさえ（26） | 義妹 小山むさえ（26） | 義妹 小山むさえ（26） | 義妹 小山むさえ（26） |                       |                       | 妻 野原みさえ(29)     | 妻 野原みさえ(29)     | 妻 野原みさえ(29)            | 妻 野原みさえ(29)            | 妻 野原みさえ(29)            | 妻 野原みさえ(29)            |                              |                              |  |  |                     |                     | 野原ひろし(35)           | 野原ひろし(35)           | 野原ひろし(35)           | 野原ひろし(35)           | 野原ひろし(35)           | 野原ひろし(35)           |  |  | 兄 野原せまし(40) | 兄 野原せまし(40) | 兄 野原せまし(40) | 兄 野原せまし(40) | 兄 野原せまし(40) | 兄 野原せまし(40) |                   |                   |  |  |
|                       |                       |                       |                       |                       |                       |                       |                       |                       |                       |                       |                       |                       |                       |                       |                       |                       |                       |                              |                              |                              |                              |                              |                              |  |  |                     |                     |                          |                          |                          |                          |                          |                          |  |  |                   |                   |                   |                   |                   |                   |                   |                   |  |  |
|                       |                       |                       |                       |                       |                       |                       |                       |                       |                       |                       |                       |                       |                       |                       |                       |                       |                       |                              |                              |                              |                              |                              |                              |  |  |                     |                     |                          |                          |                          |                          |                          |                          |  |  |                   |                   |                   |                   |                   |                   |                   |                   |  |  |
|                       |                       |                       |                       |                       |                       |                       |                       |                       |                       |                       |                       |                       |                       |                       |                       |                       |                       | 息子・長男 野原しんのすけ(5) | 息子・長男 野原しんのすけ(5) | 息子・長男 野原しんのすけ(5) | 息子・長男 野原しんのすけ(5) | 息子・長男 野原しんのすけ(5) | 息子・長男 野原しんのすけ(5) |  |  |                     |                     | 娘・長女 野原ひまわり(0) | 娘・長女 野原ひまわり(0) | 娘・長女 野原ひまわり(0) | 娘・長女 野原ひまわり(0) | 娘・長女 野原ひまわり(0) | 娘・長女 野原ひまわり(0) |  |  |                   |                   |                   |                   |                   |                   |                   |                   |  |  |